# 梅格洛爾低谷
在托爾金（J. R. R. Tolkien）的小說裡，梅格洛爾低谷（Maglor's Gap）是位於海姆瑞恩（Himring）及伊瑞德隆（Ered Luin）之間的低地，是貝爾蘭（Beleriand）北部山區的一個缺口。費諾（Fëanor）的次子梅格洛爾（Maglor）在第一紀元初駐守在梅格洛爾低谷，抵禦魔苟斯（Morgoth）的入侵。
班戈拉赫戰役（Dagor Bragollach）爆發期間，梅格洛爾被魔苟斯擊敗，與大部分的倖存者逃到海姆瑞恩。